# Matteo Orfini
Matteo Orfini (né le 30 août 1974 à Rome) est un homme politique italien, membre du Parti démocrate.

## Biographie
Il est élu député lors des élections législatives de 2013. Le 14 juin 2014, il est élu président du Parti démocrate lors de l'assemblée du parti. Du 19 février au 7 mai 2017, soit après la démission puis la réélection de Matteo Renzi, il est secrétaire du Parti démocrate par intérim.